# Dudusa borneensis
Dudusa borneensis är en fjärilsart som beskrevs av Walter Karl Johann Roepke 1943/1944. Dudusa borneensis ingår i släktet Dudusa och familjen tandspinnare. Inga underarter finns listade i Catalogue of Life.